# 維斯溪前哨戰
維斯溪前哨戰(Skirmish at Wills Creek)爆發於1863年美國阿拉巴馬州的迪卡爾布郡(DeKalb County)。

## 戰事
1863年，有消息指一支北軍已進入迪卡爾布郡找尋食物，奉命攔截的一小隊南軍騎兵來至Copeland's Bridge附近的一所小屋午餐，對於北軍早已在附近發現自己行蹤渾然不覺。
北軍自信但輕率地組織突擊，穿越樹林向南軍陣地進攻。不過，他們的行蹤又遭一名青年發覺，使南軍從青年口中得知消息後有所準備，埋伏下來打傷北軍數名，北軍逃跑。

## 外部連結
http://www.tourdekalb.com/history-Civil-War.shtml%5B%5D